# Lifelines (I Prevail)
Lifelines è il primo album in studio del gruppo musicale statunitense I Prevail, pubblicato nel 2016.

## Tracce
1. Scars – 3:49
2. Stuck in Your Head – 3:34
3. Lifelines – 3:21
4. Come and Get It – 3:01
5. Chaos – 3:32
6. Alone – 3:41
7. Outcast – 3:04
8. RISE – 3:14
9. Already Dead – 2:40
10. Pull the Plug – 3:17
11. One More Time – 3:13
12. My Heart I Surrender – 3:27
13. Worst Part of Me – 3:52

## Formazione
- Brian Burkheiser – voce melodica
- Eric Vanlerberghe – voce death, voce melodica (in Lifelines)
- Steve Menoian – chitarra
- Dylan Bowman – chitarra, cori
- Tony Camposeo – basso
- Lee Runestad – batteria